# Richard Davoud Donchian
Richard Davoud Donchian (* September 1905 in Hartford, USA; † April 1993) leistete Pionierarbeit auf dem Gebiet des systematischen Wertpapierhandels. Er gründete 1948 Futures Inc. in Form einer Aktiengesellschaft. Dieses Unternehmen erlaubte erstmals eine gemeinschaftliche Anlage in Rohstoff-Futures -- den Vorläufer der modernen Managed Futures Fonds. Donchian entwickelte zwei der bekanntesten mechanischen Handelssysteme der Vor-Computer Ära: Die "Weekly Rules", die einen 20-Tage-Preisausbruch als Signal benutzen, sowie das "Donchian 5/20-System", welches unter anderem auf zwei einfachen gleitenden Durchschnitten von 5 und 20 Tagen basiert. Er ist Namensgeber für den technischen Indikator Donchian-Kanal (engl. Donchian channel).

## Biographie
Richard Davoud Donchian wurde im September 1905 in Hartford, Connecticut geboren. Seine Eltern, armenische Auswanderer, betrieben einen Handel mit Orientteppichen, die Samuel Rug Company.
1928 graduierte Donchian als Bachelor in Wirtschaftswissenschaften an der Yale University. Er trat zunächst in die Firma seiner Eltern ein und begann, mit Aktien zu spekulieren. Im Börsenkrach von 1929 verlor er den größten Teil seiner Investments.
1933 wurde er Wertpapieranalyst beim Wall Street-Broker Hemphill, Noyes & Co. Aus dieser Zeit stammt ein heute kaum mehr bekanntes Dokument: "Twenty Trading Guides", erstellt 1934 für den Aktienhandel und 1978 vom Magazin "Commodities" für Rohstoffe modifiziert und re-publiziert, fasst Donchian allgemeine Verhaltensregeln (z. B.: "LIMIT LOSSES, ride profits") und technische Regeln für charttechnisch empfehlenswerte Ein- und Ausstiegszeitpunkte zusammen, die noch stark vom Vokabular der Dow-Theorie geprägt sind.
Nach dem Eintritt der USA in den Zweiten Weltkrieg nahm Donchian zunächst an der Landung in Sizilien teil und diente dann als Statistik-Offizier der Luftwaffe. Nach Kriegsende beschäftigte sich Donchian mit den Rohstoffmärkten und gründete 1948 die Aktiengesellschaft Futures Inc., die er für Investoren öffnete. Auf diese Art entstand das erste Vehikel für eine gemeinschaftliche Anlage in Rohstoffe – die Blaupause aller späteren Futures-Fonds. Spätestens ab 1961 wurde Futures Inc. mit einem strikt technisch-systematischen Handelsansatz gemanagt.
Ab 1960 übernahm Donchian die Leitung der Research-Abteilung für Rohstoffe bei Hayden Stone, einem weiteren New Yorker Brokerhaus, das später im Shearson-Lehman-Konzern aufgehen sollte. In dieser Funktion schrieb er einen Newsletter mit dem Titel "Trend Timing Comments", der bis 1979 einmal pro Woche erschien.
Anfang der 1970er Jahre versuchte Donchian, die Anteilsinhaber von Futures Inc. auszukaufen, was ihm nach derzeitigem Wissenstand auch gelang (siehe Weblinks) und dürfte danach die Gesellschaft geschlossen haben. Sein Handelssystem wurde für ihn aber bis 1989 von seiner damaligen Assistentin Barbara Dixon weitergeführt.
Im Juni 1983 verlieh "Managed Accounts Report", die damals führende Fachpublikation für Managed Futures, den ersten "Most Valuable Performer Award" für außergewöhnliche Leistungen auf dem Gebiet des "Commodity Money Management" an Richard Donchian.
Richard D. Donchian starb am 24. April 1993 und hinterließ die "Richard Davoud Donchian Foundation" – eine gemeinnützige Stiftung, die Projekte in den Bereichen Bildung und Gesundheit unterstützt.

## Werk
Richard Donchian leistete bedeutende Beiträge auf dem Feld der technischen Marktanalyse, insbesondere die Rohstoff-Märkte betreffend. Sein Artikel "High Finance in Copper" in der November-Ausgabe 1960 des "Financial Analysts Journal" ist ein häufig zitierter Ausgangspunkt von unterschiedlichen Überlegungen, wie Rohstoffe profitabel gehandelt werden können. Der Text verbindet tiefe, fundamentale Marktkenntnis mit charttechnischen Überlegungen.
Darin taucht auch erstmals die Definition des später „Donchian Channel“ genannten Indikators auf: Es handelt sich dabei um die Grenzlinien, welche durch das höchste Hoch und das tiefste Tief der vergangenen n Tage (im ursprünglichen Artikel: n= 10 Tage = zwei Wochen) gebildet werden. Durchbricht der aktuelle Kurs eine dieser beiden Linien, so wird das als Bestätigung für einen Auf- oder Abwärtstrend gesehen.
In einer späteren Version, die vermutlich 1970 erstmals publiziert wurde, (vergleiche: John Murphy, "Technical Analysis of the Financial Markets", NYIF 1999, p. 215.) generalisierte Donchian diese "Channel"-Idee und empfahl sie für n = 20 Tage. Dieser Signalgeber ging als "Donchian's Weekly Rules" in die Fachliteratur ein.
Das seit 1961 bei Futures Inc. eingesetzte "5/20-Handelssystem" legte Donchian 1974 in der November-Ausgabe des US-Branchenmagazins "Futures" offen. In einer um Doppeldeutigkeiten bereinigten Form, die sich als Vorstufe für ein Computerprogramm eignet, wurde es von dessen Mitarbeiter Brentin C. Elam formuliert und 1990 in der Programmiersprache BASIC in Algorithmen übersetzt. Diese Version wurde 2011 erstmals von der Firmenzeitschrift FTC Futures veröffentlicht.
Das umfangreichste Werk von Richard Donchian waren aber seine wöchentlichen "Trend Timing Comments", die bis 1979 von vielen Rohstoff-Händlern als wichtige Informationsquelle benutzt wurden. Diese Publikationen galten nach dem Untergang von Shearson-Lehman als verschollen. Neuere Recherchen haben aber ergeben, dass zumindest noch eine Kopie existiert – und zwar im Archiv des "Institute for Financial Markets" (IFM) in Washington.

## Bedeutung
Richard Donchian hat eine ganze Generation an Futures-Händlern inspiriert. Er gilt als Inkubator der Managed Futures Branche, dessen Ideen die Stars der 1980er Jahre wie Richard Dennis oder Ed Seykota aufgegriffen und weiterentwickelt haben.